# Marko Pogorevc (vojak)
Marko Pogorevc, slovenski podčastnik, * 13. december 1973, Lesce.

## Življenjepis
V Slovenski vojski se je zaposlil leta 1993 in bil sprva poveljnik pehotnega oddelka v 310. učnem centru Kranj. Leta 1996 je postal inštruktor v Gorski šoli SV, kjer je ostal do leta 2005, ko je bil kot prvi podčastnik Slovenske vojske premeščen v Natovo šolo v Obermmergau.
Leta 2000 je kot slovenski alpinistični inštruktor sodeloval v izobraževanju in usposabljanju nepalski gorskih vodnikov v Manangu pod Anapurnamiju.
Leta 2006 je sodeloval v ekipi SV, ki se je udeležila La Patrouille des Glaciers (visokogorske vojaške vzdržljivostne preizkušnje).

## Odlikovanja in priznanja
- zlati znak usposobljenosti - vojaški reševalec
- bronasto priznanje načelnika GŠSV: 13. april 2004[3])

Leta 2006 je bil izbran za najboljšega podčastnika leta v Natovi šoli ter 16. februarja 2007 bil izbran za vojaškega pripadnika leta 2006 v Allied Command Transformation.